# Coupe du monde de football américain 2011
Navigation
CDM 2007 CDM 2015
La Coupe du monde de football américain 2011 est la quatrième édition du tournoi mondial de football américain organisé par la Fédération internationale de football américain. 
Le tournoi final se déroule en Autriche du 8 au 16 juillet.

## Qualifications

### Europe
L'Autriche se qualifie automatiquement comme pays hôte avec la France et l'Allemagne qui sont qualifiées après avoir atteint la finale du Championnat 2010 EFAF européenne.
- Allemagne
- France
- Autriche

### Amérique du Nord
Les États-Unis sont qualifiés automatiquement comme champions du monde en titre.
- États-Unis
- Canada (invités)
- Mexique (invités)

### Asie
Le Japon se qualifie en battant la Corée du Sud 76 à 0
- Japon

### Océanie
- Australie

## Tournoi final
Le tournoi final a lieu au stade Tivoli Neu d'Innsbruck (stade des Raiders du Tyrol, 16 000 places), au UPC-Arena de Graz (stade de Sturm Graz, 15 000 places) et au Ernst-Happel-Stadion à Vienne (finale de l'Euro 2008, 50 000 places)

### Groupe 1
| Club       | M.J. | Vic. | Déf. | Pts pour | Pts contre | Diff |
| ---------- | ---- | ---- | ---- | -------- | ---------- | ---- |
| États-Unis | 3    | 3    | 0    | 126      | 14         | +112 |
| Mexique    | 3    | 2    | 1    | 94       | 32         | +62  |
| Allemagne  | 3    | 1    | 2    | 52       | 90         | -38  |
| Australie  | 3    | 0    | 3    | 20       | 156        | -136 |

8 juillet
- États-Unis 61-0 Australie
- Allemagne 15-22 Mexique

10 juillet
- Mexique 65-0 Australie
- Allemagne 7-48 États-Unis

12 juillet
- Australie 20-30 Allemagne
- États-Unis 17-7 Mexique

### Groupe 2
| Club     | M.J. | Vic. | Déf. | Pts pour | Pts contre | Diff |
| -------- | ---- | ---- | ---- | -------- | ---------- | ---- |
| Canada   | 3    | 3    | 0    | 112      | 51         | +61  |
| Japon    | 3    | 2    | 1    | 86       | 47         | +39  |
| France   | 3    | 1    | 2    | 44       | 96         | -52  |
| Autriche | 3    | 0    | 3    | 36       | 84         | -48  |

9 juillet
- Autriche 6-24 Japon
- France 10-45 Canada

11 juillet
- Japon 35-10 France
- Canada 36-14 Autriche

13 juillet
- Japon 27-31 Canada
- Autriche 16-24 France

### Finales
| 15 juillet 7e et 8e place : |                                                              |           |                                                  |
| Australie                   | 10-48                                                        | Autriche  | Stade : Ernst-Happel-Stadion (4 128 spectateurs) |
| 0 3 7 0                     | 1er quart-temps 2e quart-temps 3e quart-temps 4e quart-temps | 7 21 6 14 | Stade : Ernst-Happel-Stadion (4 128 spectateurs) |

| 16 juillet 5e et 6e place : |                                                              |        |                                                   |
| Allemagne                   | 21-17                                                        | France | Stade : Ernst-Happel-Stadion (16 800 spectateurs) |
| 0 7                         | 1er quart-temps 2e quart-temps 3e quart-temps 4e quart-temps | 0 7 3  | Stade : Ernst-Happel-Stadion (16 800 spectateurs) |

| 15 juillet 3e et 4e place : |                                                              |          |                                                  |
| Mexique                     | 14-17                                                        | Japon    | Stade : Ernst-Happel-Stadion (4 128 spectateurs) |
| 0 7 0 7                     | 1er quart-temps 2e quart-temps 3e quart-temps 4e quart-temps | 0 10 7 0 | Stade : Ernst-Happel-Stadion (4 128 spectateurs) |

| 16 juillet Finale : |                                                              |        |                              |
| États-Unis          | 50-7                                                         | Canada | Stade : Ernst-Happel-Stadion |
| 7 30 13 0           | 1er quart-temps 2e quart-temps 3e quart-temps 4e quart-temps | 0 7 0  | Stade : Ernst-Happel-Stadion |